# قطعنامه ۳۶۷ شورای امنیت
قطعنامه  ۳۶۷ شورای امنیت سازمان ملل متحد که در تاریخ ۱۲ مارس ۱۹۷۵ تصویب شد، سندی بین‌المللی دربارهٔ قبرس است. این قطعنامه طی نشست ۱٬۸۲۰ام    تصویب شد.